# Azienda autonoma
Un'azienda autonoma (nel linguaggio comune amministrazione autonoma), nell'ordinamento giuridico italiano, è un'organizzazione che, pur essendo parte dello Stato o di altro ente pubblico e pur essendo normalmente priva di personalità giuridica, possiede caratteri che le conferiscono un certo grado di compiutezza e separatezza.

## Storia
La prima disciplina di tali aziende risale alla legge 29 marzo 1903, n. 103; il R.D. 15 ottobre 1925, n. 2578, estese alle province la possibilità di costituirle e, similmente alla legge 103/1903, ne affidò la direzione ad un direttore che rispondeva ad una commissione amministratrice, la quale era eletta dal consiglio comunale o provinciale ed eleggeva, nel proprio seno, un presidente. 
A partire dagli anni 1990 i comuni più grandi e, in misura minore, le province hanno gestito attraverso particolari organismi detti aziende speciali (alcuni servizi pubblici, quali la fornitura di acqua potabile, la nettezza urbana e la raccolta rifiuti, l'esercizio delle farmacie comunali, i trasporti urbani e – in alcune grandi città – la fornitura di energia elettrica. Contestualmente con le privatizzazioni in Italia molte di esse sono state trasformate in società per azioni, talvolta con il passaggio intermedio in ente pubblico economico; altre sono state trasformate in agenzie. La disciplina di particolari organismi – detti aziende speciali – che possono essere eventualmente creati e gestiti da parte dagli enti locali è stata invece disciplinata dal Testo Unico degli Enti Locali emanato nel 2000.

## Caratteristiche
Le aziende autonome – che di norma sono costituite per legge statale – hanno generalmente lo scopo di garantire e/o gestire servizi pubblici, oppure di interesse pubblico. Pur essendo normalmente priva di personalità giuridica, gli organi e uffici che le compongono spesso godono di norme di organizzazione e funzionamento differenziate, spesso allo scopo di esercitare in modo più agile un'impresa pubblica. Ai sensi del d.lgs. 30 marzo 2001, n. 165 sono indicate come amministrazioni dello Stato ad ordinamento autonomo ed incardinate presso un ministero della Repubblica Italiana; esse gestiscono particolari attività in dati settori, come ad esempio per la gestione di monopoli fiscali, come quelli dei sali e dei tabacchi, e di importanti servizi pubblici, come le ferrovie, le strade statali, i telefoni, le poste e telegrafi. Sono formalmente differenti però dalle aziende speciali, che possono essere create dagli enti locali, per varie finalità. 
La compiutezza e separatezza consentono di considerare, sul piano economico-aziendale, l'amministrazione autonoma come un'azienda pubblica distinta dall'ente di cui è parte. Sul piano giuridico, le stesse caratteristiche, secondo una diffusa teoria, conferirebbero alle amministrazioni autonome una forma di soggettività giuridica, seppur di grado minore rispetto alla personalità giuridica di cui sono normalmente prive. Talvolta, però, l'ordinamento finisce per attribuire a queste organizzazioni la vera e propria personalità, ed allora diventano enti pubblici a tutti gli effetti.
In generale la loro autonomia è piuttosto limitata, essendo sempre sottoposte al controllo gerarchico del ministro preposto al ministero di appartenenza. Normalmente sono rette dallo stesso ministro, che ne ha anche la rappresentanza, affiancato da un consiglio di amministrazione, solitamente da lui presieduto, con compiti consultivi e talora deliberativi, e dal direttore generale, con compiti esecutivi.
Le aziende autonome statali hanno un'autonomia che si esplica nella possibilità di avere:
- propria organizzazione, separata da quella del ministero di appartenenza;
- titolarità di rapporti giuridici;
- capacità contrattuale;
- libertà più o meno ampia nella gestione dei beni loro affidati;
- bilancio distinto da quello dello Stato. Il loro bilancio è, infatti, un documento separato dal bilancio dello Stato, ma ne è comunque un allegato; inoltre, gli utili e le perdite confluiscono nelle finanze statali.

Non hanno, invece, un proprio patrimonio; i beni che utilizzano, infatti, rimangono di proprietà dello Stato, che li affida all'azienda per lo svolgimento delle sue attività.

## Aziende autonome in Italia

### Aziende esistenti
Tra le aziende ancora esistenti vi sono:
- Amministrazione degli archivi notarili, incardinata presso il Ministero della Giustizia, che controlla la funzione notarile, conserva gli atti dei notai cessati e altri documenti negoziali, cura la pubblicazione dei testamenti, rilascia le copie degli atti conservati e gestisce il Registro generale dei testamenti;

### Aziende soppresse
Tra le aziende autonome statali che sono state soppresse si possono ricordare:
- Azienda di Stato per le foreste demaniali (ASFD), soppressa col Decreto del presidente della Repubblica 24 luglio 1977, n. 616, che ne ha trasferito le funzioni alle regioni;
- Azienda Autonoma delle Strade Statali (AASS), soppressa dopo la Seconda guerra mondiale, sulle cui ceneri è poi nata l'Azienda Nazionale Autonoma delle Strade (ANAS);
- Azienda di Stato per i servizi telefonici (ASST), soppressa nel 1994 e rimpiazzata dalla nuova Iritel S.p.A., poi incorporata in Telecom Italia. Il passaggio delle attività di gestione dei servizi telefonici all'IRI, che partecipava integralmente l'Iritel, fece seguito alla legge 28 gennaio 1992, n. 58, che, in attuazione alla direttiva comunitaria 90/388/CE, prevedeva la separazione tra l'attività di gestione del servizio e quella di normazione e controllo del relativo settore, entrambe svolte fino ad allora dal Ministero delle poste e delle telecomunicazioni attraverso l'ASST e l'Amministrazione Autonoma delle Poste e Telecomunicazioni.
- Amministrazione Autonoma dei Monopoli di Stato (AAMS), incardinata nel Ministero dell'Economia e delle Finanze, istituita nel 1928 per esercitare il monopolio fiscale della produzione, importazione e vendita dei sali e tabacchi e della produzione e vendita del chinino di Stato. Ha esercitato il monopolio sul gioco pubblico, oltre al controllo della produzione, commercializzazione e imposizione fiscale dei tabacchi lavorati. Diverse sue funzioni furono trasferite nel 1999 all'Ente Tabacchi Italiani (ETI), ente pubblico economico, istituito con D.Lgs. 9 luglio 1998, n. 283, poi trasformato nel 2000 in società per azioni, ceduta nel 2004 alla società privata British American Tobacco (BAT). È stata incorporata nell'agenzia delle dogane ex d.l. 95/2012, conv. nella l. 135/2012;

### Aziende trasformate
Tra le aziende autonome statali che sono state trasformate in enti pubblici economici, in società per azioni o in agenzie si possono ricordare:
- Amministrazione Autonoma delle Poste e Telecomunicazioni (PT), trasformata nell'Ente poste italiane (EPI), ente pubblico economico, con D.L. 1º dicembre 1993, n. 487, convertito dalla legge 29 gennaio 1994, n. 71, e poi dal 28 febbraio 1998 in società per azioni, l'attuale Poste italiane S.p.A.;
- Azienda Autonoma delle Ferrovie dello Stato (FS), dal 1º gennaio 1986 trasformata nell'Ente Ferrovie dello Stato, ente pubblico economico, a seguito della legge 17 maggio 1985, n. 210, e poi dal 12 agosto 1992 in società per azioni, l'attuale Ferrovie dello Stato S.p.A.;
- Azienda Nazionale Autonoma delle Strade (ANAS), trasformata nell'Ente nazionale per le strade, ente pubblico economico, con D.L. 26 febbraio 1994, n. 143, e con D.P.C.M. del 26 luglio 1995; in seguito, con D.L. 8 luglio 2002, n. 138, convertito dalla legge 8 agosto 2002, n. 178, è stata trasformata in società per azioni, l'attuale ANAS S.p.A.;
- Azienda autonoma di assistenza al volo per il traffico aereo generale (AAAVTAG), trasformata nel 1996 in ente pubblico, denominato Ente nazionale di assistenza al volo (ENAV), a sua volta trasformato in società per azioni, l'ENAV S.p.A., a partire dal 1º gennaio 2001;
- Azienda per gli interventi sul mercato agricolo (AIMA), soppressa e sostituita da un ente pubblico non economico, l'Agenzia per le erogazioni in agricoltura (AGEA), a seguito del D.Lgs. 27 maggio 1999, n. 165;
- Cassa depositi e prestiti (CDDPP), organo finanziario esistente già prima dell'Unità d'Italia, ha subito nel corso della sua storia diverse modificazioni, fino a divenire nel 1983 amministrazione autonoma presso il Ministero del Tesoro con legge 13 maggio 1983, n. 197. L'art. 22 del D.L. 18 gennaio 1993, n. 8, convertito dalla legge 19 marzo 1993, n. 68, gli attribuì la personalità giuridica. Dopo un'ulteriore ristrutturazione dovuta al D.Lgs. 30 luglio 1999, n. 284, emanato in attuazione delle Leggi Bassanini, fu trasformata definitivamente in società per azioni con il D.L. 30 settembre 2003, n. 269, convertito dalla legge 24 novembre 2003, n. 326. A differenza delle altre amministrazioni autonome, il bilancio della CDDPP non è mai stato allegato a quello dello Stato.

## Aziende autonome a San Marino
- Azienda autonoma di Stato per i lavori pubblici (AASLP), fondata nel 1982, effettua e appalta i lavori pubblici nel territorio della Repubblica
- Azienda autonoma di Stato filatelica e numismatica ((AASFN), fondata nel 1981, gestisce l'emissione di francobolli e monete
- Azienda autonoma di Stato per i servizi pubblici (AASS), azienda fornitrice dei servizi pubblici nella Repubblica
- Azienda autonoma di Stato per la gestione della centrale del latte (AASCL), fondata nel 1962 e privatizzata nel 2014 con la contestuale trasformazione in cooperativa, effettua la raccolta e lavorazione del latte nelle stalle ricadenti all'interno del territorio della Repubblica

## Altre aziende autonome
- Azienda autonoma delle ferrovie del Territorio Libero di Trieste, azienda che gestì le ferrovie ricadenti all'interno del Territorio Libero di Trieste nell'arco della sua esistenza (1947-1954)